# Kiidjärve
Kiidjärve (Duits: Kiddijerw) is een plaats in de Estlandse gemeente Põlva vald, provincie Põlvamaa. De plaats heeft de status van dorp (Estisch: küla) en telt 165 inwoners (2021).
Tot in oktober 2017 lag Kiidjärve in de gemeente Vastse-Kuuste. In die maand werd Vastse-Kuuste bij de gemeente Põlva vald gevoegd.
Kiidjärve ligt aan de rivier Ahja en aan het meer Kiidjärv (oppervlakte 13,8 ha). In de Ahja ligt bij Kiidjärve een stuwdam met het stuwmeer Saesaare. Ten oosten van Kiidjärve ligt het natuurpark Valgesoo maastikukaitseala met daarin het moerasgebied Valgesoo raba.
De plaats heeft een halte aan de spoorlijn Tartu - Petsjory.

## Geschiedenis
Kiidjärve werd voor het eerst genoemd in 1521 onder de naam Kidierve. De plaats behoorde eerst tot het landgoed van Vana-Kuuste en na 1627 tot dat van Ahja. In 1758 werd Kiidjärve genoemd als zelfstandig landgoed. De laatste eigenaar voordat het landgoed in 1919 werd onteigend, was Erich von Maydell.
Van het landgoed zijn een droogschuur en de watermolen, gebouwd in 1914, bewaard gebleven.

## Foto's

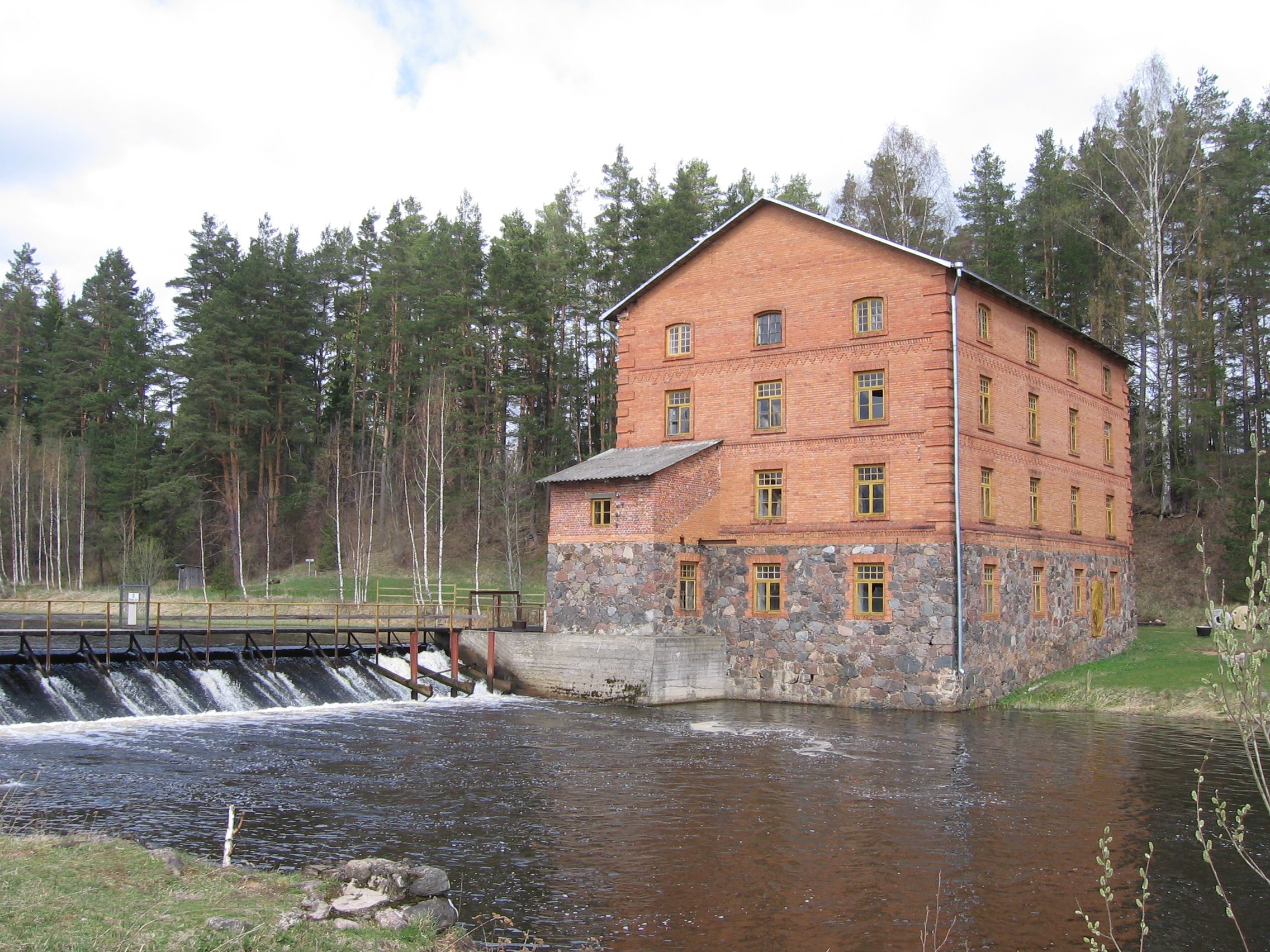
De watermolen
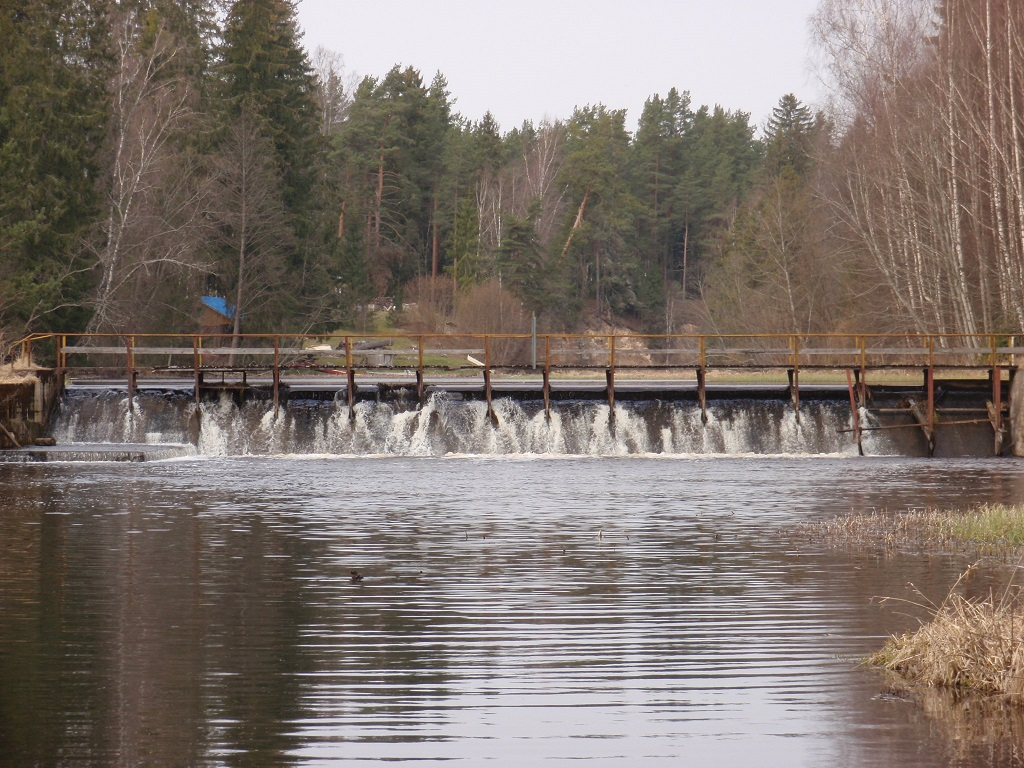
De stuwdam
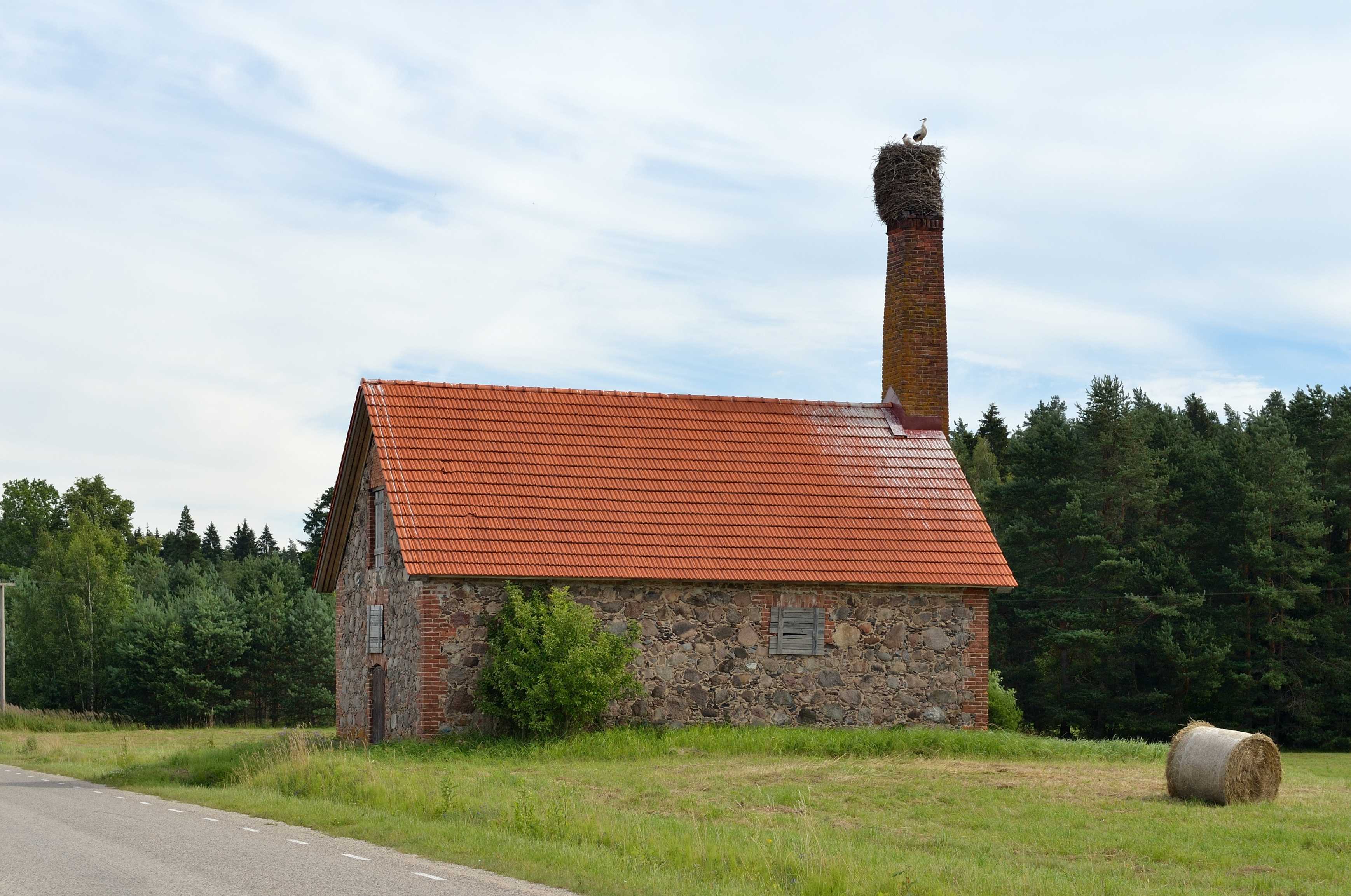
Droogschuur
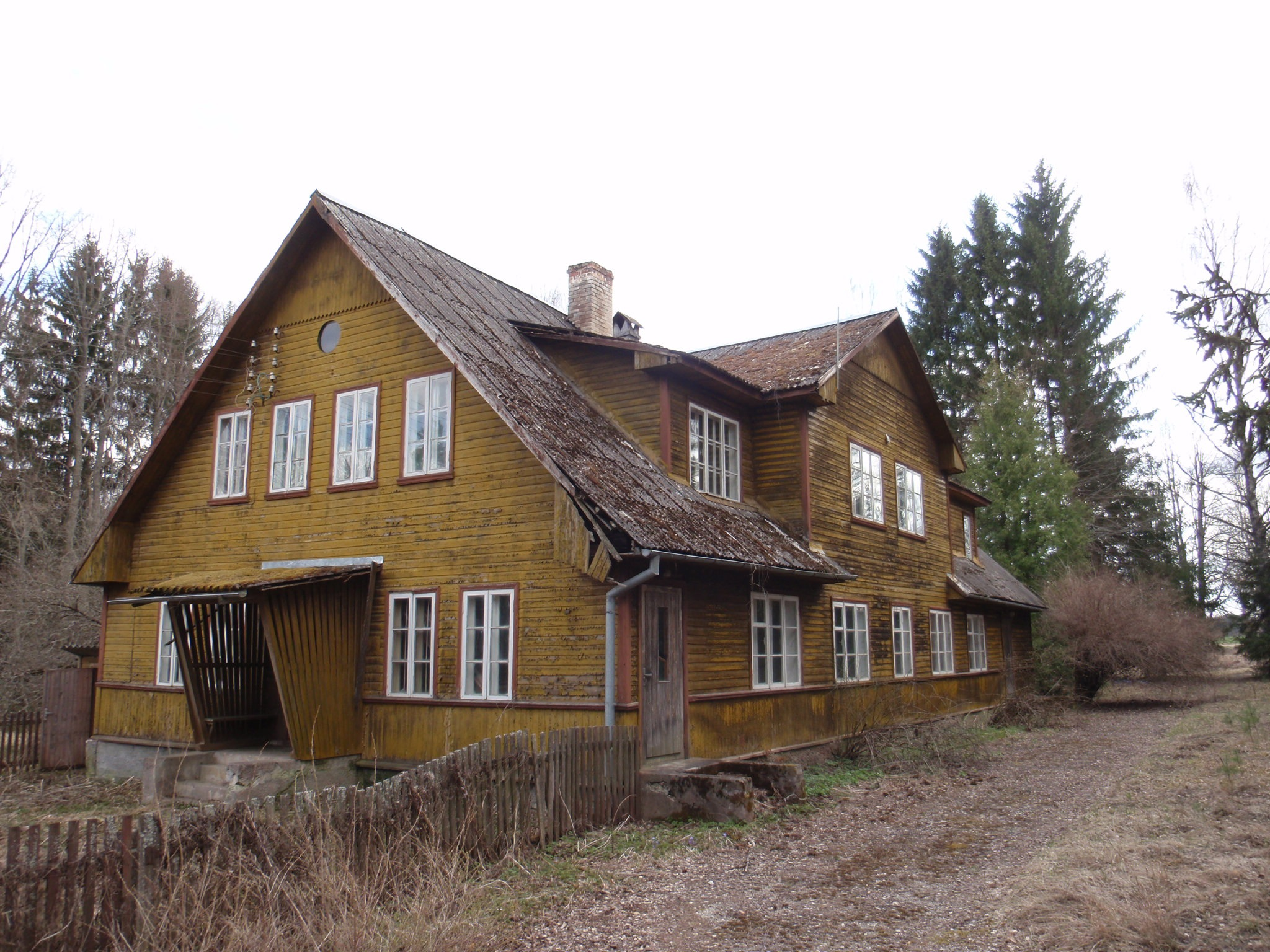
Ziekenhuis in Kiidjärve
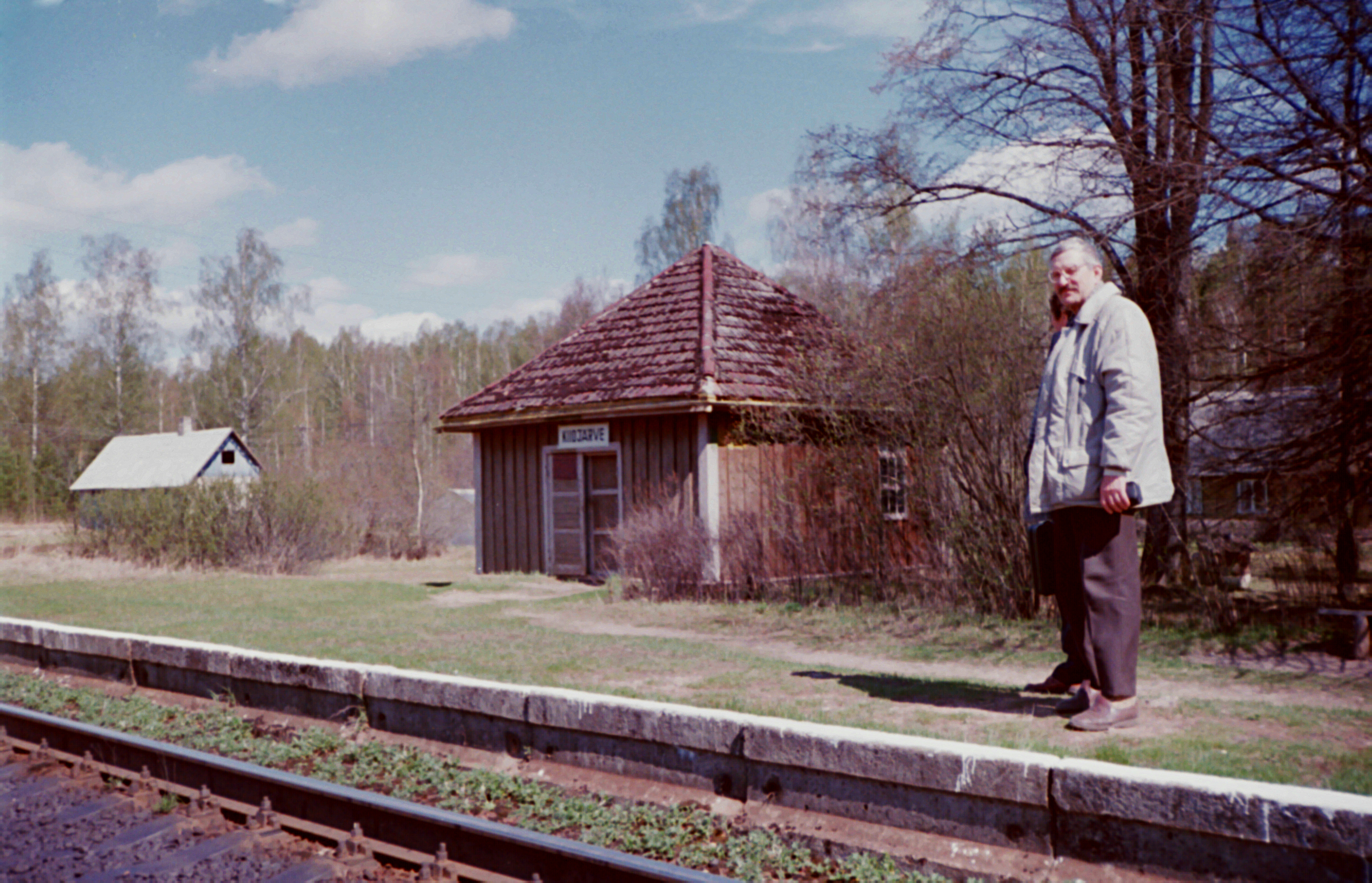
Het station in 1995
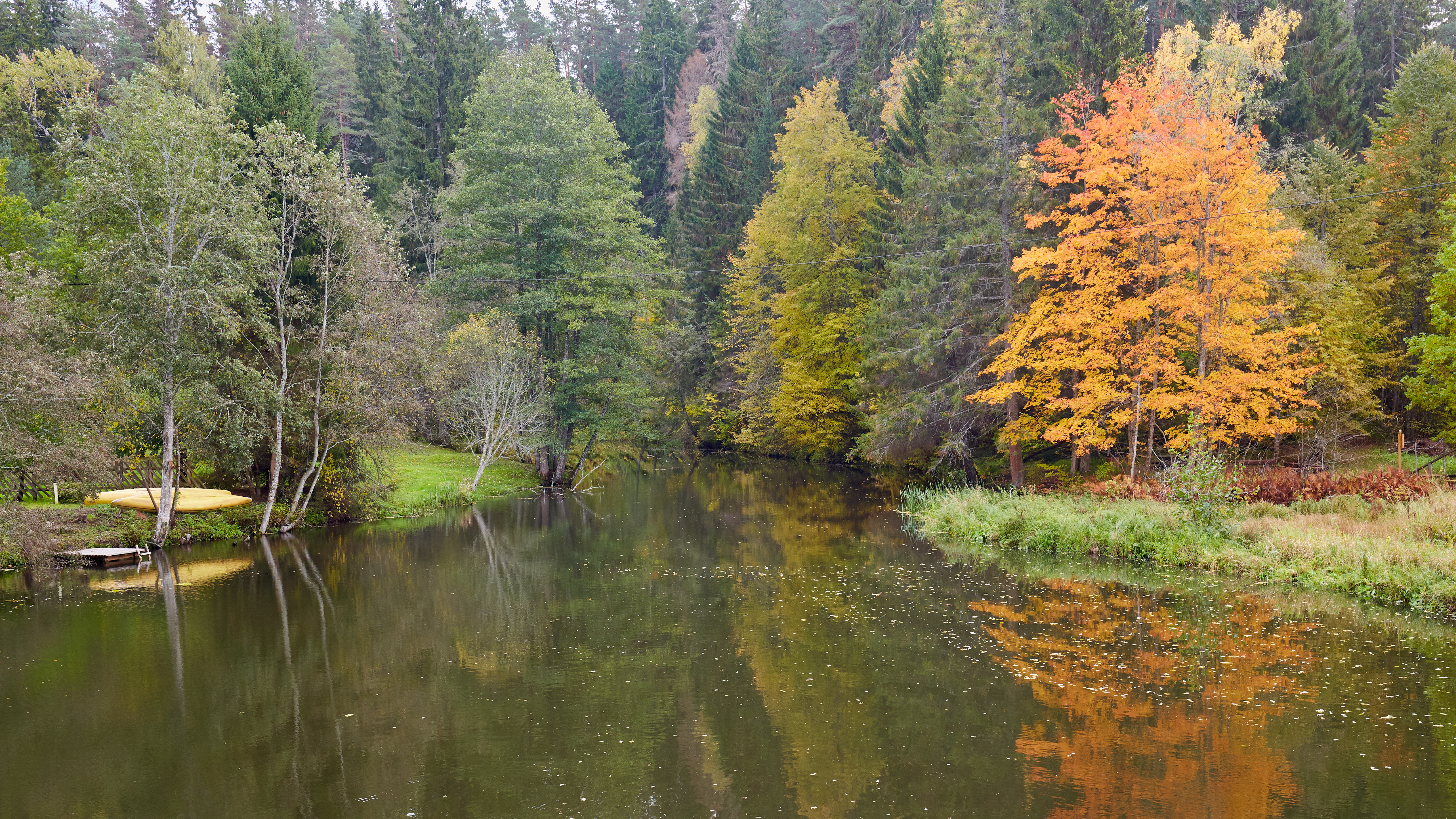
De rivier Ahja bij Kiidjärve
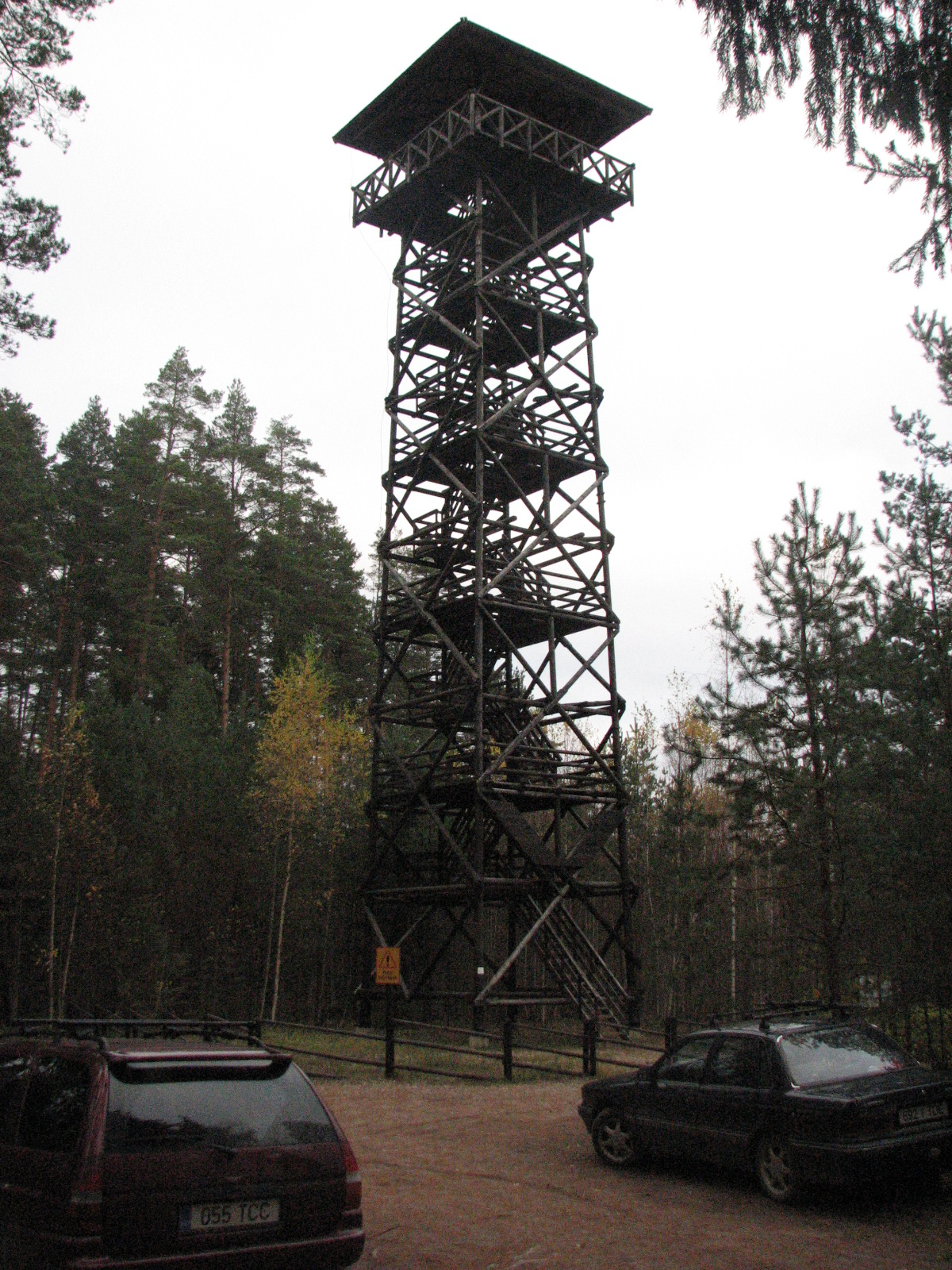
uitkijktoren in het natuurpark Valgesoo maastikukaitseala
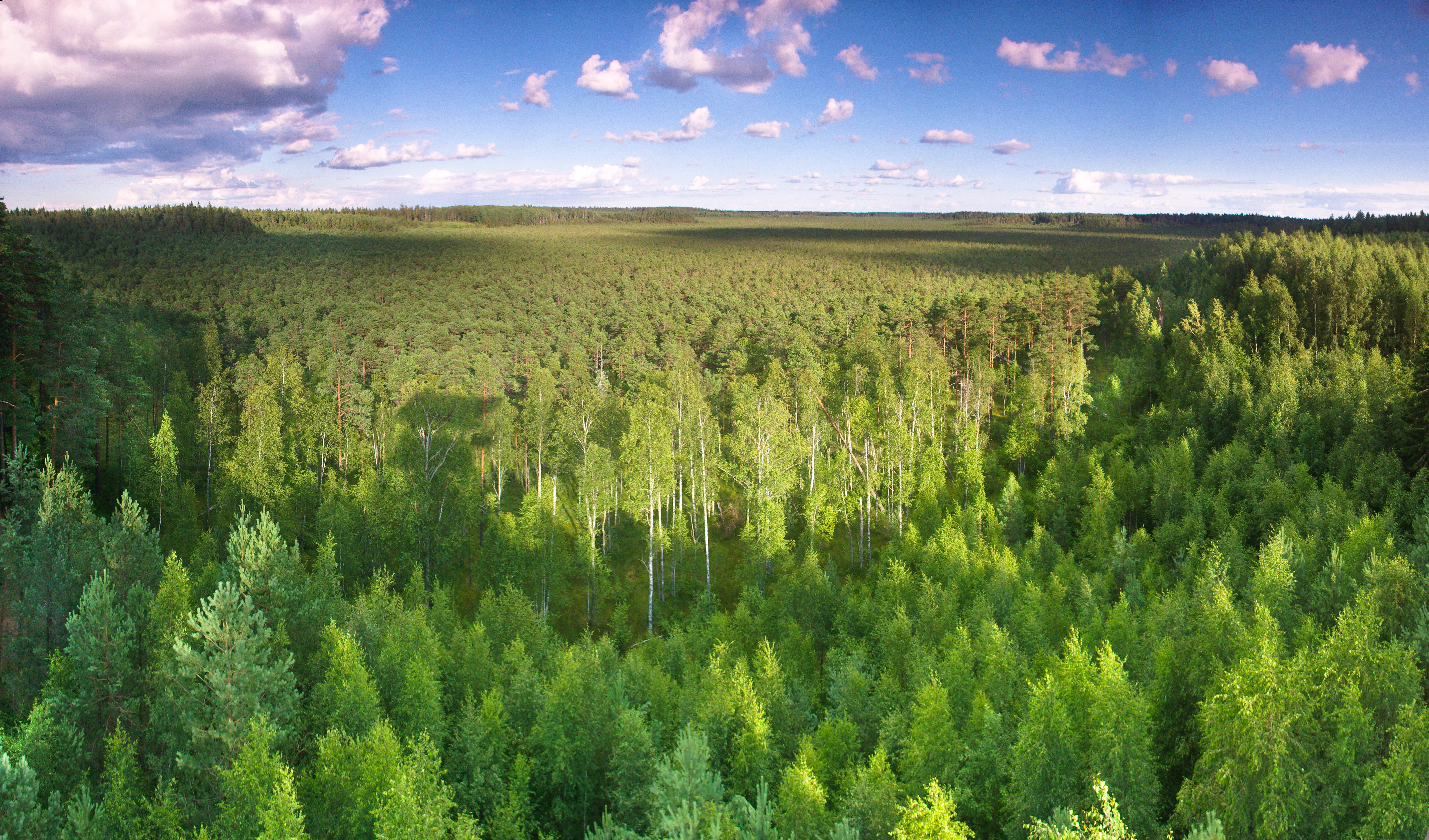
Uitzicht over het Valgesoo raba vanaf de uitkijktoren